# Federazione europea delle associazioni nazionali di manutenzione
La Federazione europea delle associazioni nazionali di manutenzione o, in lingua inglese EFNMS (European Federation of National Maintenance Associations), è  una federazione delle singole associazioni nazionali del campo della manutenzione ed ha essa stessa fini culturali e non a scopo di lucro.
Si occupa, pertanto, di promuovere ricerche e iniziative culturali nel dominio della manutenzione. Attiva gruppi di lavoro per affrontare specifici argomenti riguardanti la manutenzione e per gestire progetti (come ad esempio il recente progetto per la Certificazione dei manutentori).
In collaborazione con l'associazione nazionale del paese ospite, organizza ogni due anni un congresso europeo chiamato Euromaintenance.

## Edizioni del congresso europeo di manutenzione
Le precedenti edizioni del congresso europeo di manutenzione si sono tenute:
- 1972 Wiesbaden - Germania
- 1974 Parigi - Francia
- 1976 Stoccolma - Svezia
- 1978 Londra - Regno Unito
- 1980 Opatija - Croazia
- 1982 Oslo - Norvegia
- 1984 Venezia - Italia
- 1986 Barcellona - Spagna
- 1988 Helsinki - Finlandia
- 1990 Wiesbaden - Germania
- 1992 Lisbona - Portogallo
- 1994 Amsterdam - Olanda
- 1996 Copenaghen - Danimarca
- 1998 Dubrovnik - Croazia
- 2000 Göteborg - Svezia
- 2002 Helsinki - Finlandia
- 2004 Barcellona - Spagna
- 2006 Basilea - Svizzera
- 2008 Bruxelles - Belgio
- 2010 Roma - Italia